# Georges Prêtre
Georges Prêtre (Waziers, 1924. augusztus 14. – Navès, 2017. január 4.) francia karmester.

## Életpályája
Zenei tanulmányait Douai városának zenei főiskoláján, majd a párizsi konzervatóriumban végezte. 1946-ban mutatkozott be a marseille-i operában, majd 1955-59 között a párizsi Opéra comique igazgatója volt.
1959-71 között a chicagoi operában vezényelt. 1970-71-ben a párizsi opera zenei igazgatója volt. 1961-ben lépett fel először a londoni Covent Gardenben. Gyakran vezényelt a New York-i Metropolitanben. Rendszeresen dolgozott a milánói Scala-ban, a bécsi filharmonikusokkal, Torinóban a RAI zenekarával.
Először 2008-ban vezényelte a Bécsi Filharmonikus Zenekar újévi koncertjét, az első francia karmesterként az esemény televíziós közvetítésének 50 éves története alatt. A zenekar tagjai őt választották a 2010-es koncert vezénylésére is, amellyel ez alkalommal is nagy sikert aratott.
A zenekarok tagjai körében vezénylésének finomsága és pontossága, valamint személyes varázsa és humora miatt rendkívül népszerű. Maria Callas is az ő vezényletével szeretett a leginkább fellépni.
Felesége Gina Marny volt, akivel 1950-ben házasodott össze, egy fiuk és egy lányuk született. Érdeklődési körébe tartozott még a lovaglás, úszás, sportrepülés, cselgáncs és karate is.

## Díjai, elismerései
- A Francia Becsületrend parancsnoka, majd 2009-ben főtisztje lett
- Az Olasz Köztársaság Érdemrendjének lovagja, majd tisztje (1975)
- Europa Prize (1982)
- Victoire de la Musique Award (legjobb karmester, 1997)